# Odostomia pervaga
Odostomia pervaga is een slakkensoort uit de familie van de Pyramidellidae. De wetenschappelijke naam van de soort is voor het eerst geldig gepubliceerd in 1939 door Laws.